# طيور مغردة
الطيور المغردة أو الطيور الغريدة (الاسم العلمي: Passeres) هي رتيبة من الطيور تتبع طائفة الطيور من شعبة الحبليات. وثمة اسم آخر يُرى اسمًا علميًا أو دارجًا في بعض الأحيان وهو (Oscines، أوسين) والمشتق من التسمية اللاتينية (oscen) التي تعني الطائر المغرد. وعددها نحو 4000 نوع توجد في جميع أنحاء العالم، حيث يتطور المصفار لديها عادة تطورًا يمكنها من إصدار تغريدة مختلفة ودقيقة.
وتشكل الطيور المغردة إحدى سلالتين رئيسيتين من طيور الجواثم، في حين تمثل طيور شبيهات عصافير الملك السلالة الأخرى التي توجد بأشكال متعددة في الإقليم المداري الجديد، في حين لا يظهر لها وجود في أنحاء عدة من العالم. وتملك هذه الطيور جهازًا عضليًا بأنبوب المصفار، وبينما تكون تغريداتها في الغالب معقدة ومدهشة مثل تلك التي تتغنى بها الطيور المغردة، فإنها جميعًا تسمع كأصوات آلية. وهناك سلالة ثالثة من طيور الجواثم وهي رتيبة عصافير الرامي (Acanthisitti) التي توجد في نيوزيلندا والتي لا يوجد سوى نوعين منها اليوم على قيد الحياة. وثمة دليل يشير إلى أن الطيور المغردة ظهرت منذ 50 مليون عام في منطقة غندوانا التي أصبحت فيما بعد أستراليا ومنطقة نيوزيلندا وغينيا الجديدة والقارة القطبية الجنوبية، وذلك قبل أن تنتشر في جميع أنحاء العالم.[بحاجة لمصدر]

## الوصف
تتميز تغريدة هذا النوع الفرعي بأنها محلية بصفة أساسية من حيث إنها تعمل على توصيل هوية وأماكن أحد الأفراد إلى الطيور الأخرى بالإضافة إلى توصيل إشارات الرغبة الجنسية. ولا تتداخل هذه التغريدات مع أصوات الطيور التي تستخدم في التنبيه والاتصال كما تتسم بأهميتها بالنسبة للطيور التي تتغذى أو تهاجر في أسراب. وبينما تصدر جميع الطيور الحية تقريبًا أصواتًا من نوع ما، فإن التغريدات المميزة لا تصدر سوى عن عدد قليل من السلالات التي لا تنتمي إلى سلالة الطيور المغردة.
وتتغنى الطيور الأخرى (ولا سيما الطيور غير المنتمية إلى العصفوريات) بأغانٍ معينة في بعض الأحيان من أجل جذب رفقائهم أو السيطرة على المكان بيد أنها عادة ما تكون بسيطة ومكررة كما أنها تفتقر إلى التنوع الذي تتميز به أصوات طيور أوسين. ويمكن أن يتناقض التكرار الرتيبي لـ الوقواق الاعتيادي أو طائر المياه الصغير مع تنوع الأصوات التي يصدرها العندليب (Nightingale) أو هازجة البطائح (Marsh Warbler). ومن ناحية أخرى، فإنه على الرغم من أن العديد من الطيور المغردة تصدر أصواتًا تروق للبشر، إلا أن الأمر لا يكون على هذا النحو على الدوام. فالعديد من أفراد فصيلة الغراب (الغرابيات) (Corvidae) تتواصل باستخدام النعيق أو الصياح الذي يبدو مزعجًا بالنسبة للبشر. وحتى هذه الطيور لها صوت من نوع ما يتمثل في تغريدة أكثر عذوبة يتم استخدامها فيما بين الأزواج المتغازلة. وعلى الرغم من أن بعض طيور الببغاء (parrot) (التي لا تنتمي إلى الطيور المغردة) يمكن أن تتعلم تكرار النطق بالألفاظ البشرية، إلا أن المحاكاة الصوتية بين الطيور تكون مقصورة تمامًا على الطيور المغردة حيث يتفوق بعضها (مثل الطائر القيثاري (lyrebird) أو المسمى باسم المحاكي في تقليد أصوات الطيور الأخرى أو حتى أصوات الضوضاء البيئية.

## وصلات خارجية
- Oscines مشروع شجرة شبكة الحياة (Tree of Life web project) مقالة يوليو 31, 2006